# Ядлива гъба
Ядливата гъба се консумира от хората, като храна заради хранителната ѝ стойност. Има много ядливи гъби, които редовно се отглеждат и събират в световен мащаб. Гъбите имат специфичен вкус и мирис, някои от тях са деликатеси и имат по-висока цена. Ядливи гъби популярно се нарича плодното тяло на висшите гъби.

## Видове ядливи гъби

### Култивирани гъби
- Agaricus bisporus
- Auricularia polytricha
- Зимна припънка (Flammulina velutipes)
- Hypsizygus tessulatus
- Lentinus edodes – Шийтаке
- Видовете от род Pleurotus
  - Pleurotus cornucopiae
  - Pleurotus eryngii
  - Кладница (Pleurotus ostreatus)
- Rhizopus oligosporus
- Sparassis crispa
- Tremella fuciformis
- Видове от род Трюфел (Tuber)
  - Tuber aestivum
  - Бял трюфел (Tuber magnatum)
  - Tuber melanosporum
  - T. melanosporum x T. magnatum
- Видовете от род Terfezia
- Ustilago maydis
- Volvariella volvacea

### Диви гъби

#### За търговски цели
- Обикновена манатарка (Boletus edulis)  – има отровен двойник: Дяволска гъба
- Пачи крак (Cantharellus cibarius)  – има отровен двойник: Горчива миризливка
- Сивожълт пачи крак (Craterellus tubaeformis)
- Виолетка (Clitocybe nuda)
- Скрежовка (Cortinarius caperatus)
- Тръбенка (Craterellus cornucopioides)
- Grifola frondosa
- Hericium erinaceus
- Жълта рогачка (Hydnum repandum)
- Обикновена млечница (Lactarius deliciosus)  – има отровен двойник: Лъжлива млечница
- Смръчкула (Morchella)
  - Обикновена смръчкула (Morchella esculenta) 
  - Островърха смръчкула (Morchella conica)
- Tricholoma matsutake
- Видове от род Трюфел (Tuber)
  - Tuber borchii
  - Tuber brumale
  - Tuber indicum
  - Tuber macrosporum
  - Tuber mesentericum
  - Tuber uncinatum

#### Други
- Анасонова печурка (Agaricus arvensis)  – има отровен двойник: Бяла и Зелена мухоморка
- Кафява горска печурка (Agaricus silvaticus)
- Полска печурка (Agaricus campestris)  – има отровен двойник: Бяла и Зелена мухоморка
- Дребна печурка (Agaricus comptulus)  – има отровен двойник: Зелена мухоморка
- Булка (Amanita caesarea)  – има отровен двойник: Червена мухоморка
- Жълта мухоморка (Amanita citrina)
- Сива мухоморка (Amanita vaginata)
- Бисерна гъба (Amanita rubescens)  – има отровен двойник: Петниста мухоморка
- Обикновена (Armillaria mellea)  – има отровен двойник: Лъжлива пънчушка
- Кичуреста пънчушка (Kuehneromyces mutabilis)  – има отровен двойник: Лъжлива пънчушка
- Бронзова манатарка (Boletus aereus)
- Канеленокафява манатарка (Boletus badius)
- Мрежеста манатарка (Boletus chrysenteron)
- Кадифена манатарка (Boletus subtomentosus)
- Червеностъблена манатарка (Boletus luridiformis)  – има отровен двойник: Дяволска гъба
- Огнена манатарка (Boletus luridus)  – има отровен двойник: Дяволска гъба
- Хлебна манатарка (Boletus regius)
- Кестенява манатарка (Gyroporus castaneus)
- Синкава манатарка (Gyroporus cyanescens)
- Овчи нос (Gomphidius glutinosus)
- Бакърен овчи нос (Chroogomphus rutilus)
- Чернееща черешова гъба (Hygrocybe conica)
- Червена черешова гъба (Hygrocybe punicea)
- Гигантска пърхутка (Calvatia gigantea)
- Полска пърхутка (Handkea utriformis)
- Яйцевидна пърхутка (Bovista nigrescens)  – има отровен двойник: Брадавичеста пърхутка
- Зърнеста пърхутка (Lycoperdon perlatum)
- Видовете от род Clavariaceae
- Видовете от род Clavulinaceae
- Порцеланова копринка (Coprinus comatus)
- Боздуганка (Cortinarius praestans)
- Cortinarius variicolor
- Чернодробна гъба (Fistulina hepatica)
- Hygrophorus chrysodon
- Седефена гъба (Hygrophorus eburneus)
- Есенна ливадна гъба (Hygrophorus pratensis)
- Меднянка (Hygrophorus russula)
- Гладка кладница (Paxillus involutus)
- Лютива млечница (Lactarius piperatus)
- Lactarius salmonicolor
- Lactarius subdulcis
- Хлебна млечница (Lactarius volemus)
- Сярна гъба (Laetiporus sulphureus)
- Оранжева брезовка (Leccinum aurantiacum)
- Обикновена брезовка (Leccinum scabrum)
- Lepiota procera
- Сърнела (Macrolepiota procera)
- Червеникава сърнела (Chlorophyllum rhacodes)
- Брашняна гъба (Clitopilus prunulus)  – има отровен двойник: Отровен родофилус
- Пъстърва (Polyporus squamosus)
- Polyporus mylittae
- Видовете от семейство Gomphaceae
  - Червеновърха коралка (Ramaria botrytis)  – има отровен двойник: Красива и Бледа коралка 
  - Сярножълта коралка (Ramaria flava)  – има отровен двойник: Красива и Бледа коралка 
  - Златистожълта коралка (Ramaria aurea) – има отровен двойник: Красива и Бледа коралка
- Rhizopogon luteolus
- Някои видове от род Гълъбки (Russula)
  - Сивовиолетова гълъбка (Russula cyanoxantha) 
  - Червеностъблена гълъбка (Russula olivacea) 
  - Зелена гълъбка (Russula virescens) 
  - Тъмночервена гълъбка (Russula xerampelina) 
  - Кафявовиолетова гълъбка (Russula vesca)  – има отровен двойник: Бясна гъба
- Кравешка масловка (Suillus bovinus)
- Зърнеста масловка (Suillus granulatus)
- Елегантна масловка (Suillus grevillei)
- Обикновена масловка (Suillus luteus)
- Suillus tomentosus
- Саждива гъба (Tricholoma terreum)  – има отровен двойник: Тигрова гъба
- Есенна гъба (Tricholoma portentosum)
- Пурпурна гъба (Tricholoma rutilans)
- Къдрава бучка (Helvella crispa)
- Грапава бучка (Helvella lacunosa)
- Свински уши (Pseudohydnum gelatinosum)
- Еленова гъба (Pluteus cervinus)
- Едра миризливка (Infundibulicybe geotropa)
- Жълтокафява миризливка (Clitocybe infundibuliformis)
- Есенна миризливка (Clitocybe nebularis)
- Зелена анасонова миризливка (Clitocybe odora)
- Хамелеонова гъба (Laccaria laccata)
- Ливадна виолетка (Lepista personata)
- Обикновена челядинка (Marasmius oreades)
- Майска гъба (Calocybe gambosa)
- Виолетова тръбенка (Gomphus clavatus)
- Бухалка (Clavariadelphus pistillaris)
- Кифла (Albatrellus confluens)
- Овча праханка (Albatrellus ovinus)
- Сърнена рогачка (Hydnum imbricatum)

#### Условно годни за консумация
Съществуват известен брой отровни гъби, които могат да се консумират след премахването на някои или всички токсини от тях.
- Червена мухоморка (Amanita muscaria)[1]
- Мастилена копринка (Coprinopsis atramentaria)  – когато се консумира с алкохол гъбата предизвиква отравяния
- Сплесната бучка (Gyromitra esculenta)
- Видовете от род Млечници (Lactarius)[2]
- Набръчкана верпа (Verpa bohemica)[3]